# HD 83069
HD 83069，又名BD+31 2011，SAO 61594、HR 3820，是一颗恒星，视星等为5.56，位于銀經195.41，銀緯47.63，其B1900.0坐标为赤經9h 30m 46.9s，赤緯+31° 47.63′ 36″。